# Knjige u 2004.
◄◄ | ◄ | 2001. | 2002. | 2003. | 2004.  | 2005. | 2006. | 2007. | ► | ►►
Arhitektura • Astronautika • Astronomija • Biologija • Film • Fotografija • Glazba • Kazalište • Kemija • Kiparstvo • Knjige • Književnost • Kršćanstvo • Meteorologija • Medicina • Planinarstvo • Politika • Pravo • Promet • Slikarstvo • Strip • Šport • Televizija • Znanost • Zrakoplovstvo • Željeznički promet
Knjige u 2004.

## Hrvatska i u Hrvata

### A
- Ako jedne zimske noći neki putnik, Italo Calvino. Prevoditelj: Pavao Pavličić. Nakladnik: Globus media. Broj stranica: 217. Beletristika. ISBN 953-7160-14-9
- Ako vam se jednom…, Edo Popović. Nakladnik: Meandar. Broj stranica: 15. Beletristika. ISBN 953-206-141-X
- Alica u Zemlji čudesa i iza zrcala, Lewis Carroll. Prevoditelj: Antun Šoljan. Nakladnik: Školska knjiga. Broj stranica: 354. Dječje knjige. ISBN 978-953-0-60169-7
- Antikrista, Amélie Nothomb. Prevoditelj: Andrea Grgić Marasović. Nakladnik: Vuković & Runjić. Broj stranica: 125. Beletristika. ISBN 953-679-155-2

### B
- Brodolom na Darkoveru, Marion Zimmer Bradley. Prevoditelj: Darko Brdarić. Broj stranica: 208. Horor, fantastika i SF. ISBN 953-203-191-X

### C
- Crnac, Tatjana Gromača. Nakladnik: Durieux. Broj stranica: 160. Beletristika. ISBN 953-188-185-5

### P
- Povijest ljepote, Umberto Eco. Prevoditelj: Vanda Mikšić. Nakladnik: Hena com. Broj stranica: 438. Društvene znanosti. ISBN 953-6510-86-3

## Vanjske poveznice
|  | Zajednički poslužitelj ima još gradiva o temi Knjige iz 2004. |